# Schlüsselfelder von Kirchensittenbach

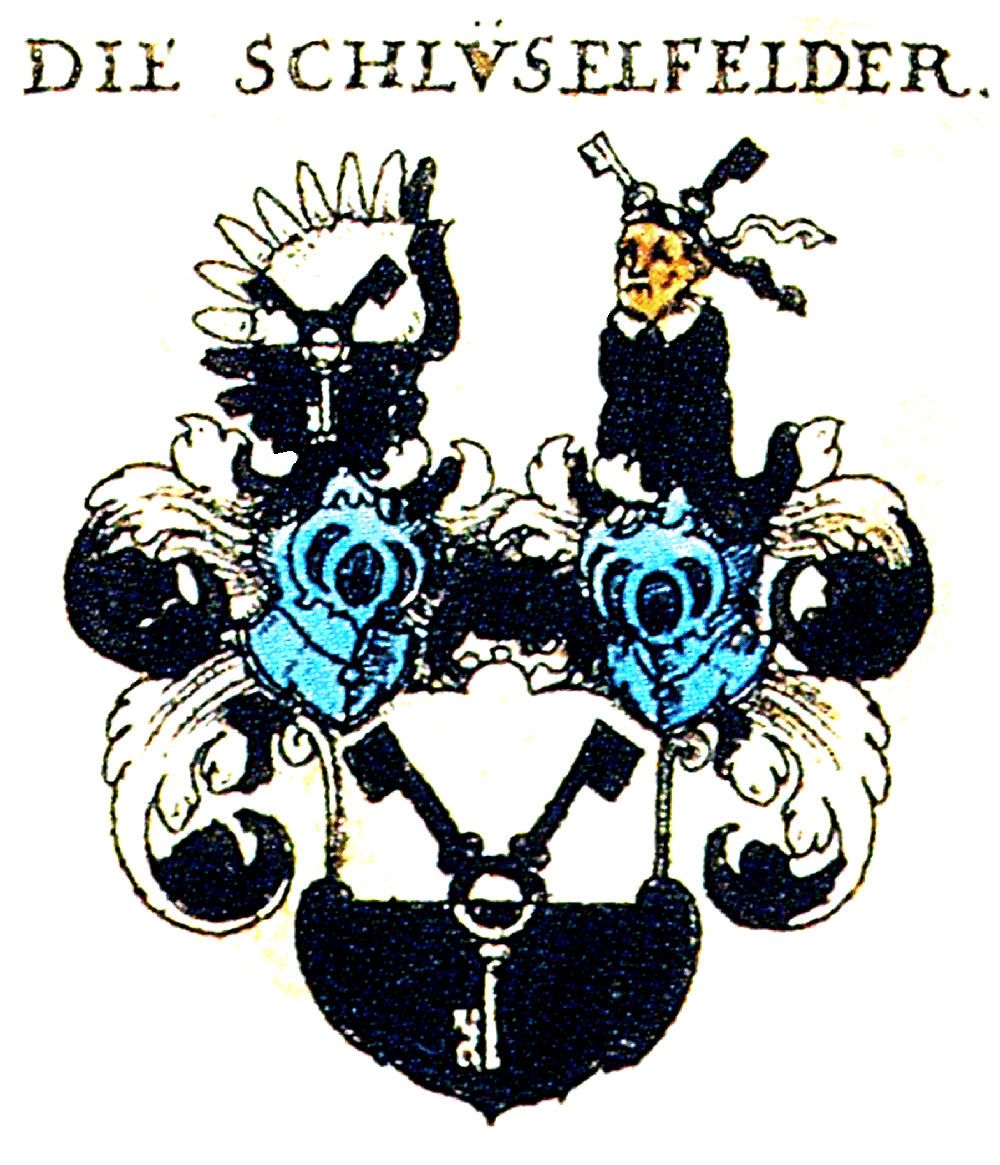
Das Wappen der Schlüsselfelder

Die Schlüsselfelder von Kirchensittenbach waren eine Patrizierfamilie der Reichsstadt Nürnberg, erstmals urkundlich erwähnt im Jahr 1382. Die Schlüsselfelder wurden 1536, als letzte Familie (vor der Erweiterung von 1729) in das Nürnberger Patriziat kooptiert, welches im Tanzstatut von 1521 gelistet war und den regierenden „Inneren Rat“ der Stadt stellte, in dem die Schlüsselfelder bis zu ihrem Aussterben im Jahr 1709 vertreten waren.

## Geschichte

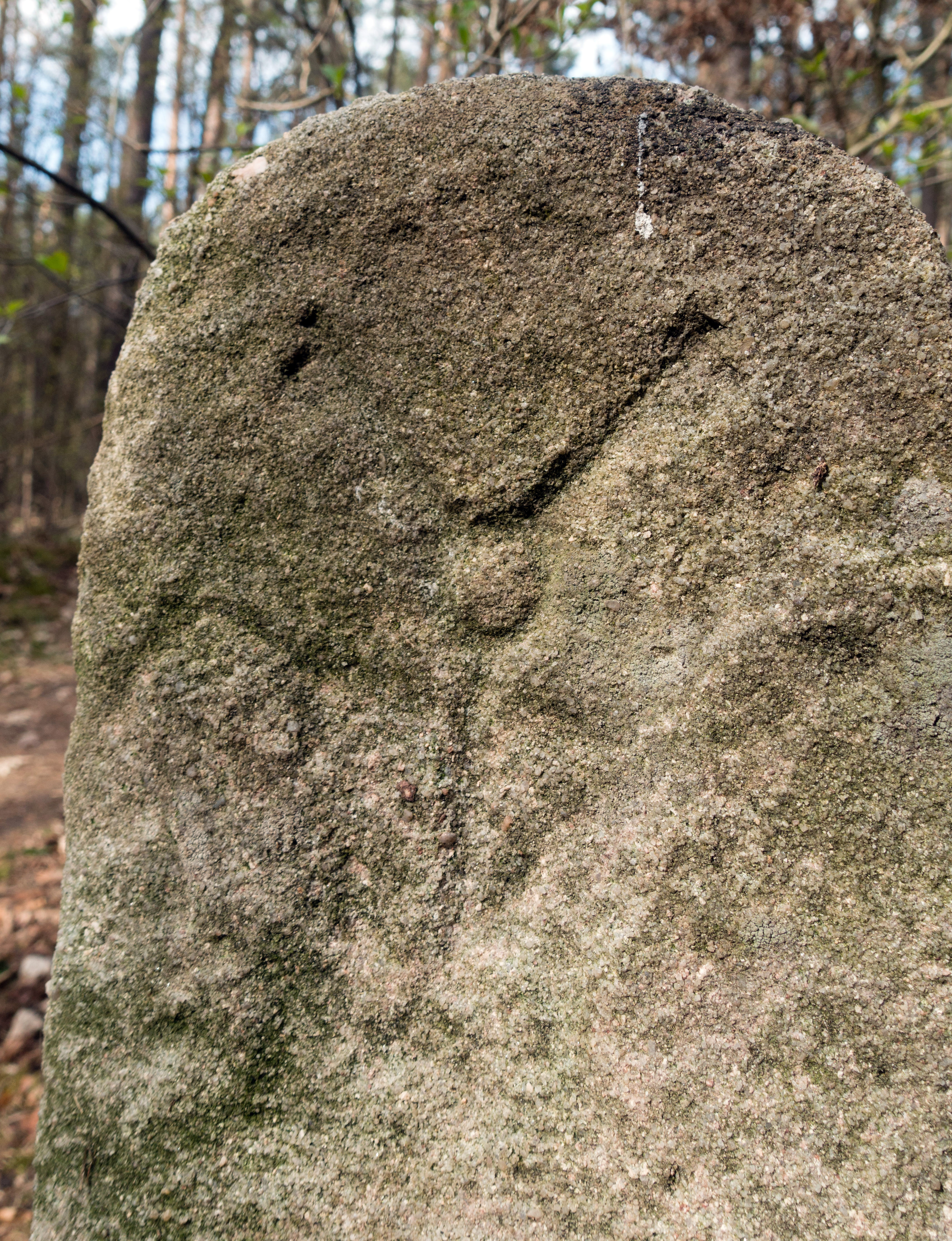
Das Wappen der Schlüsselfelder auf einem Grenzstein bei Röthenbach bei Sankt Wolfgang

Die Schlüsselfelder (auch:  Schlüselfelder ) stammten angeblich, wie dem Namen zu entnehmen, aus Schlüsselfeld. Von ihrer Vorgeschichte ist nichts weiter bekannt. Die ersten in Nürnberg nachweisbaren Vertreter des Geschlechts waren: 1382 Apel Schlüsselfelder und 1396 Ulrich Schlüsselfelder. Zu Reichtum kamen sie Mitte des 15. Jahrhunderts durch den Fernhandel mit Wolle und Tuchen sowie als Montanunternehmer in Eisfeld und Schwaz. Schon 1581 erwarben die Schlüsselfelder das mittelalterliche Nassauerhaus als ihren Stammsitz in Nürnberg. 1612 kamen sie durch die Tetzelsche Familienstiftung als Administratoren an das Schlossgut Kirchensittenbach und nannten sich fortan „Schlüsselfelder von Kirchensittenbach“.
1709 starben die Schlüsselfelder mit Johann Carl Schlüsselfelder von Kirchensittenbach aus. In seinem Testament benannte er die Familien seiner Schwäger Kreß von Kressenstein und Welser von Neunhof als wechselnde Administratoren seiner Familienstiftung in Form einer Vorschickung, einer besonderen Rechtsform des Nürnberger Erbschaftsrechts. Nach dem Aussterben der Neunhofer Linie der Welser 1878 traten die Volckamer von Kirchensittenbach an deren Stelle. Im Wechsel wird seither jeweils der älteste männliche Nachkomme der Familien Kreß und Volckamer Administrator; derzeit ist es Christoph Volckamer von Kirchensittenbach. Zum Stiftungsbesitz zählen die Schlossgüter Kirchensittenbach und Kugelhammer sowie das Nassauerhaus in Nürnberg.

## Besitzungen (Auszug)

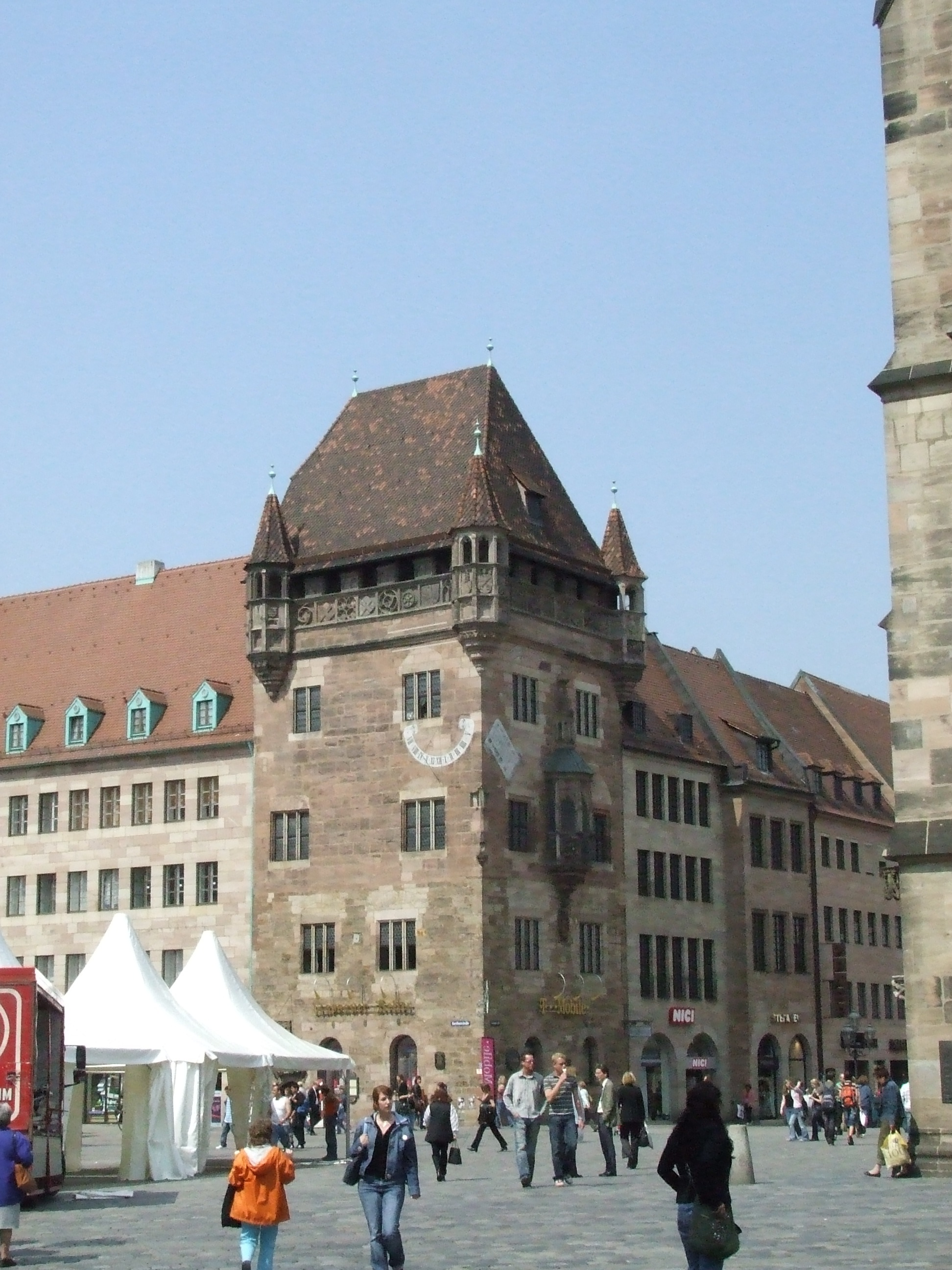
Nassauerhaus in Nürnberg, bis heute Schlüsselfeldersches Stiftungshaus

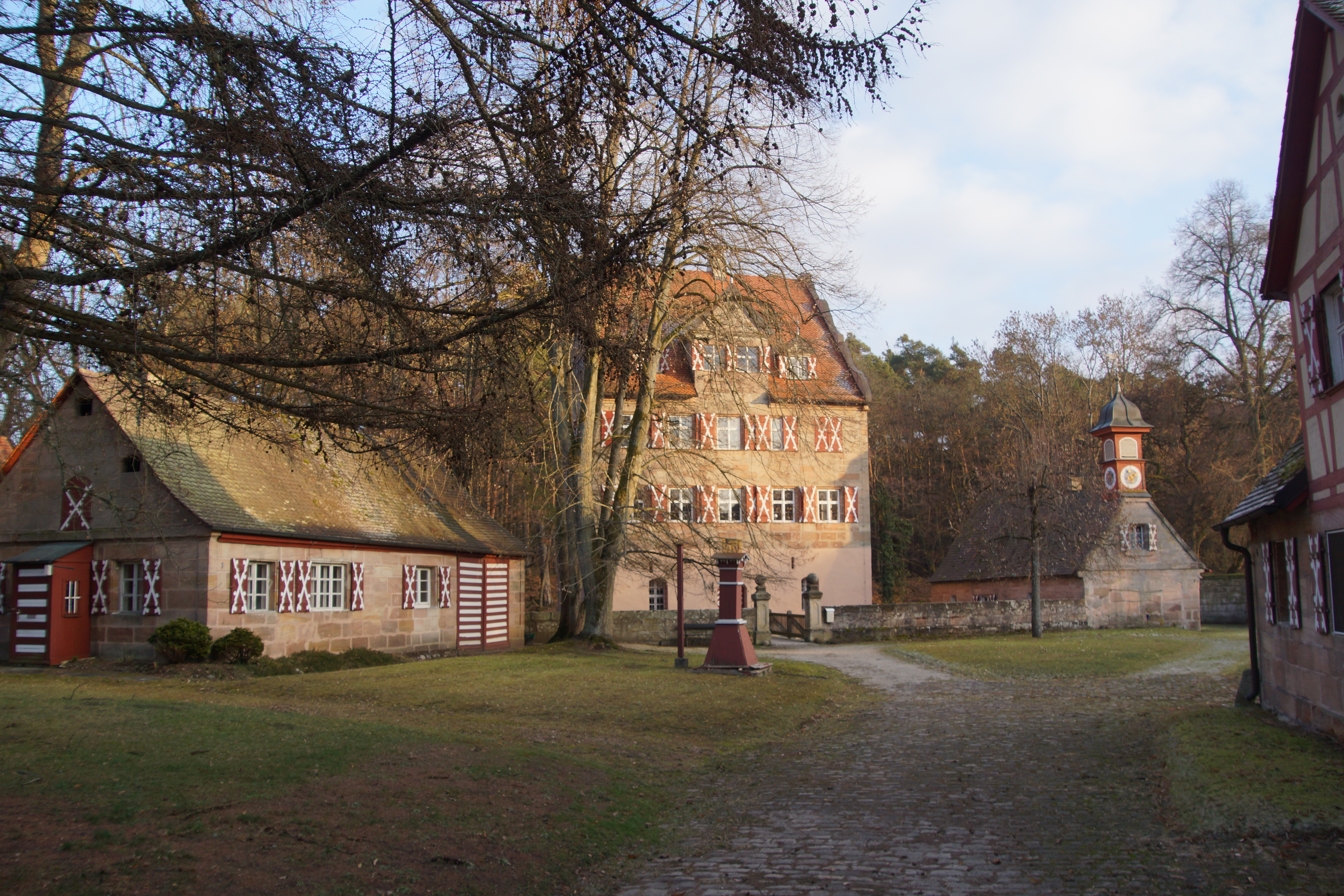
Schloss Kugelhammer

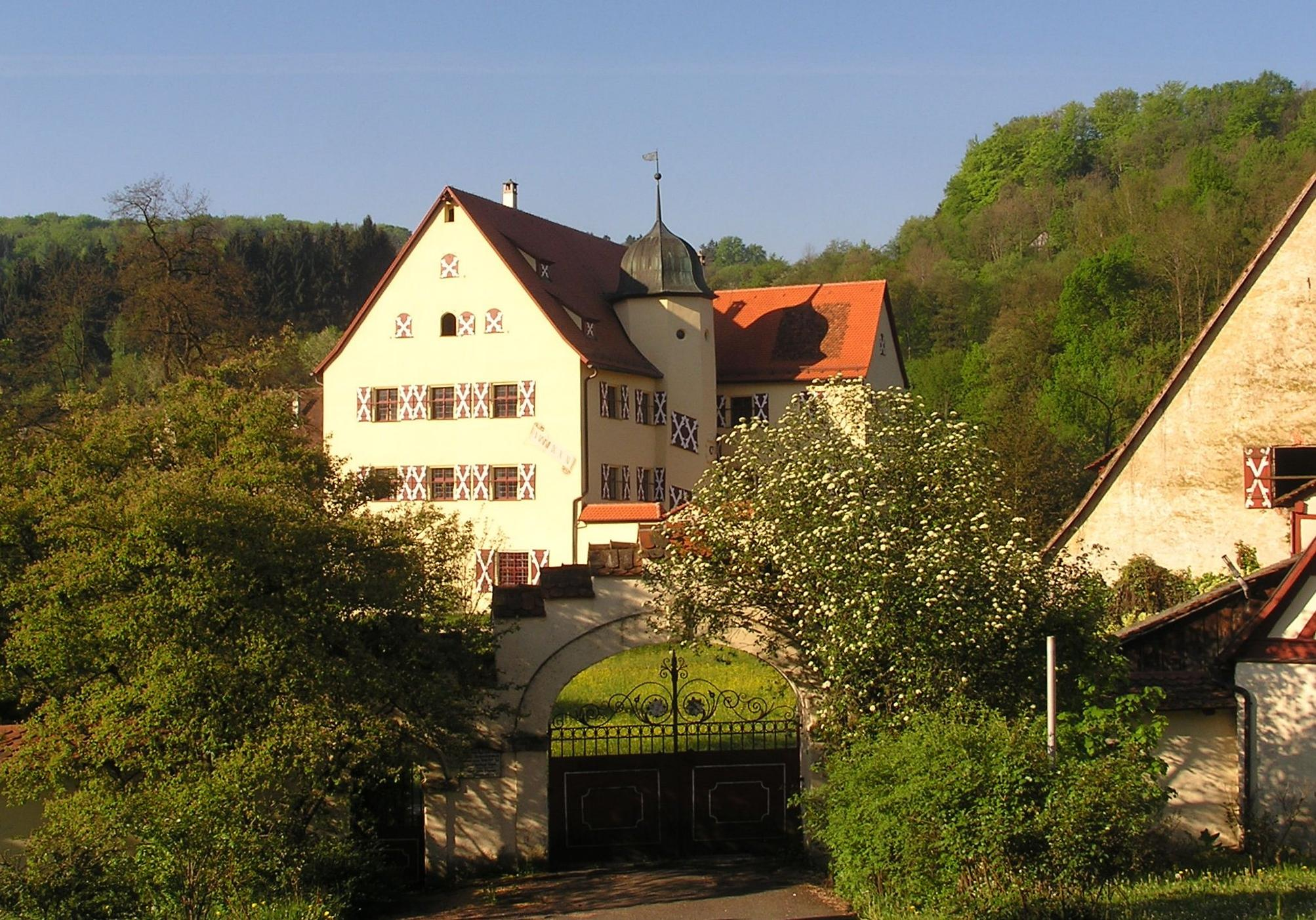
Schloss Kirchensittenbach

- Eigenbesitz der Schlüsselfelder (seit 1709 der J. C. von Schlüsselfelder'schen Familienstiftung, im Wechsel administriert von den Kreß und Volckamer):
  - Seit 1581: das Nassauerhaus in Nürnberg
  - Seit ????: Grundstücke hinter der Lorenzkirche
  - Seit 1692: Gut und Schloss Kugelhammer in Röthenbach bei Sankt Wolfgang
- Als Verwalter der Tetzelschen Familienstiftung, die zuerst von den Schlüsselfeldern administriert wurde:
  - seit 1612 das Tetzelschloss in Kirchensittenbach. Die Tetzel'sche Familienstiftung wurde seit 1709 von den Schlüsselfeldern zunächst im Wechsel mit den Pfinzing († 1764) und Behaim († 1942) administriert, seither von den Volckamer von Kirchensittenbach im Wechsel mit den Stromer von Reichenbach.

## Ehemalige Besitzungen (Auszug)
- 1439–1535 (ca.) Güter in Oberndorf bei Reichenschwand (Hersbruck)
- 1543–1563 der Herrensitz Flaschenhof (ehemals Flaschenhofstraße 1–7)
- 1612–1709 „Großes Schloss“ oder „Tetzelschloss“ im namensgebenden Ort Kirchensittenbach
- 1647–1666 Herrensitz Imhoffschloss und Dorf Ziegelstein
- 1652–1666 das Hallerschloss in Mögeldorf
- 1660–1680 das Zeidlerschloss in Feucht
- ein Gut in Großweismannsdorf bei Rosstal.[1]

## Stiftungen
- Farbfenster in der Jakobskirche (15. Jahrhundert)
- Erneuerung der Leonhardkirche (1490)

## Bekannte Familienmitglieder
- Wilhelm Schlüsselfelder (?–?), Montanunternehmer, ließ von einem nicht genau benannten Künstler (evtl. Hans I Krug oder Albrecht Dürer dem Älteren oder Albrecht Glim) den silbervergoldeten Tafelaufsatz in Form eines Handelsschiffes erschaffen – das Schlüsselfelder Schiff (eines der Hauptwerke der deutschen und europäischen Goldschmiedekunst um 1500).
- Anton Schlüsselfelder (?–1493), Ratsherr, Handelsherr.
- Wilhelm Schlüsselfelder (1483–1549), Ratsherr, führte die Oberaufsicht beim Bau der von Antonio Fazuni geplanten und zwischen 1538 und 1545 errichteten Burgbasteien, Pfleger des von seinem Onkel, Matthäus Landauer, gestifteten "Landauer Zwölfbrüderhauses".
- Willibald Schlüsselfelder (1525–1589), Vorderster Losunger (Verwalter der städtischen Steuern[2]).
- Hans Adam Schlüsselfelder von Kirchensittenbach (1597–1673), Ratsherr.
- Hieronymus Wilhelm Schlüsselfelder von Kirchensittenbach (1616–1672), Ratsherr, Scholarch, Senator
- Johann Carl Schlüsselfelder von Kirchensittenbach (1653–1709), Kaiserlicher Rat unter Kaiser Leopold, Gründer der J. C. von Schlüsselfelderschen Familienstiftung, der letzte Vertreter der Familie.

## Wappen
Von Silber und Schwarz geteilt mit drei schächerkreuzartig zusammengesetzten Schlüsseln in gewechselter Tinktur.

## Abbildungen

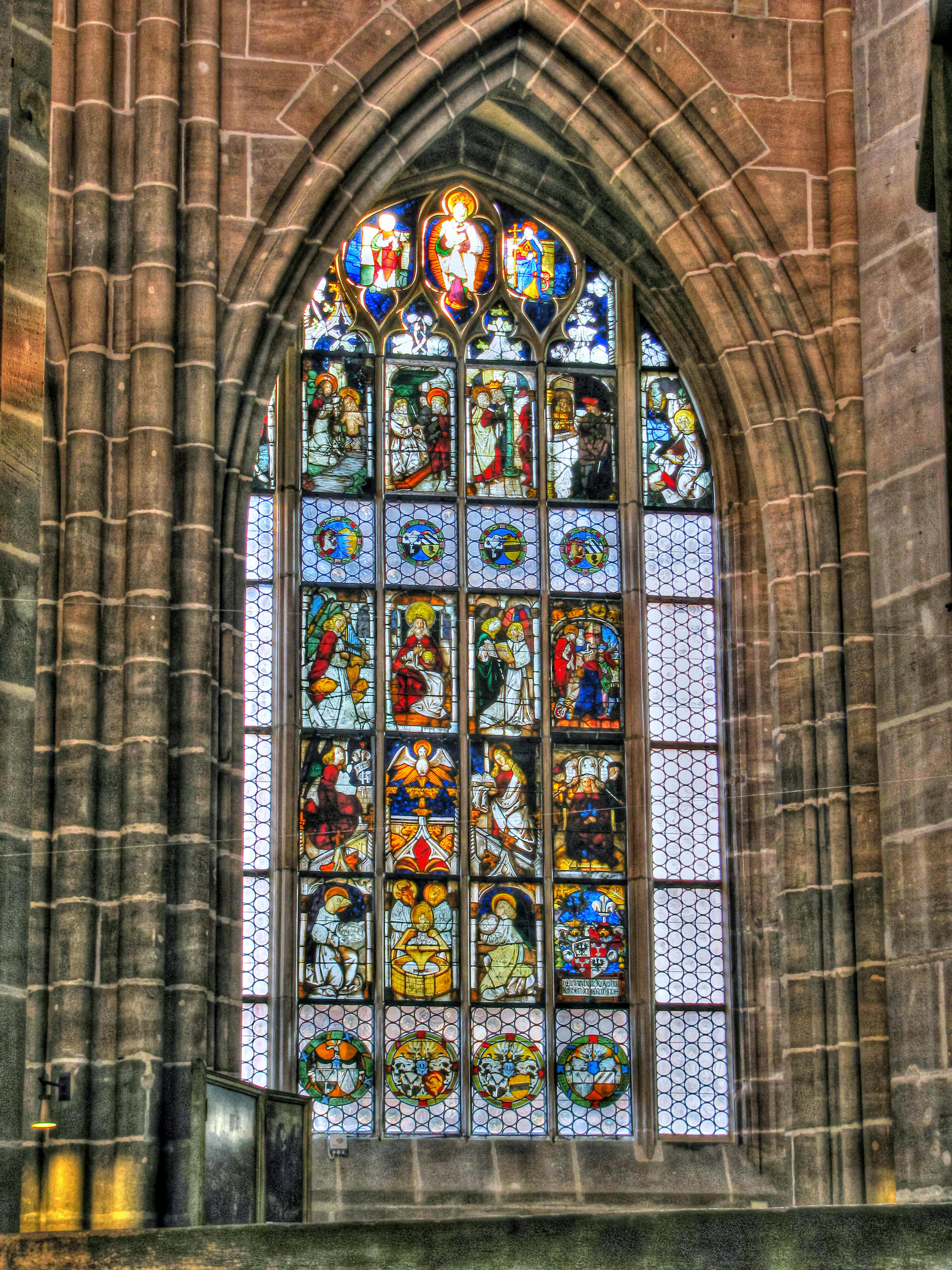
Schlüsselfelder-Fenster der Lorenzkirche

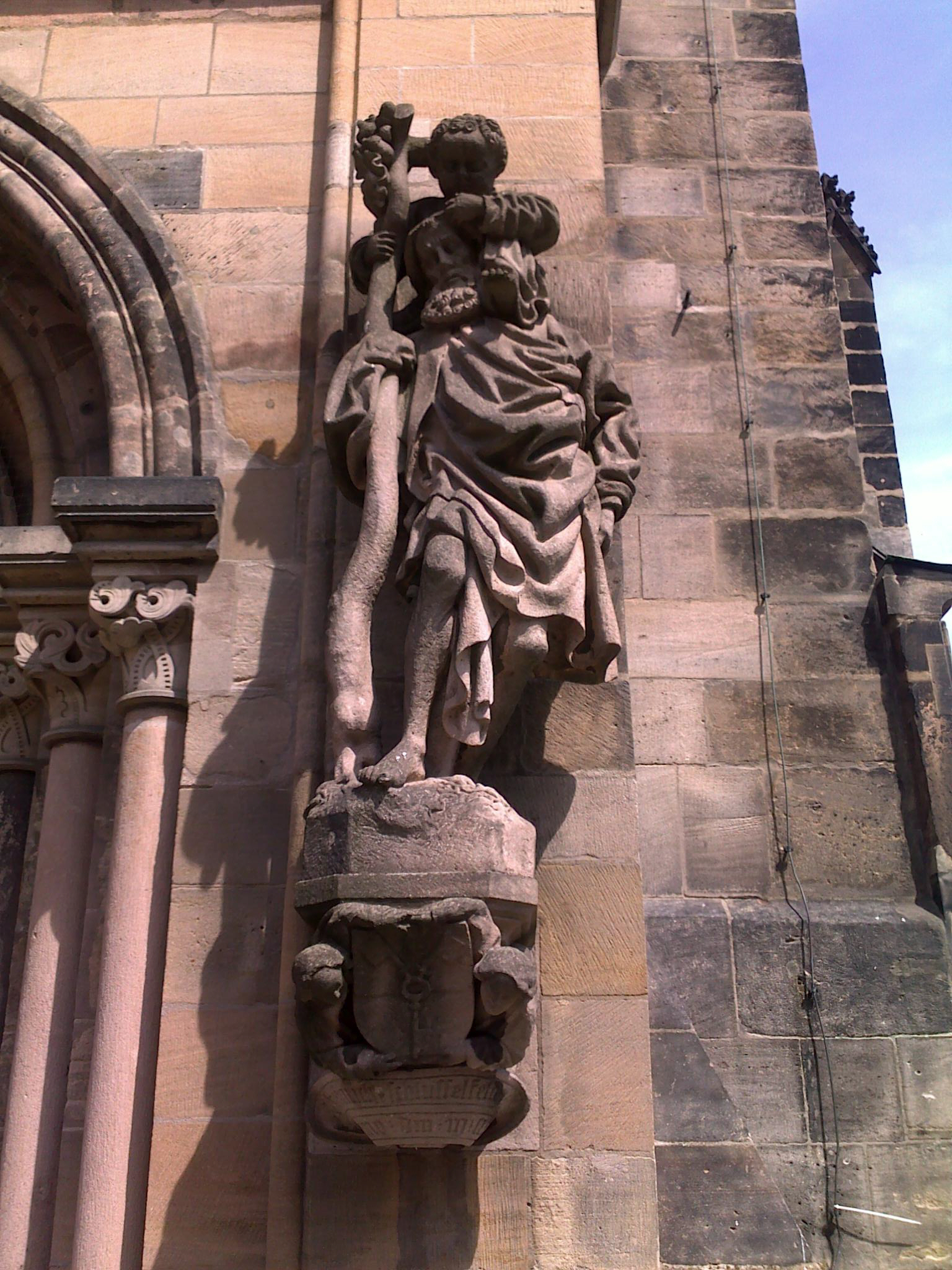
Hl. Christophorus als Denkmal für Heinrich Schlüsselfelder, Sebalduskirche
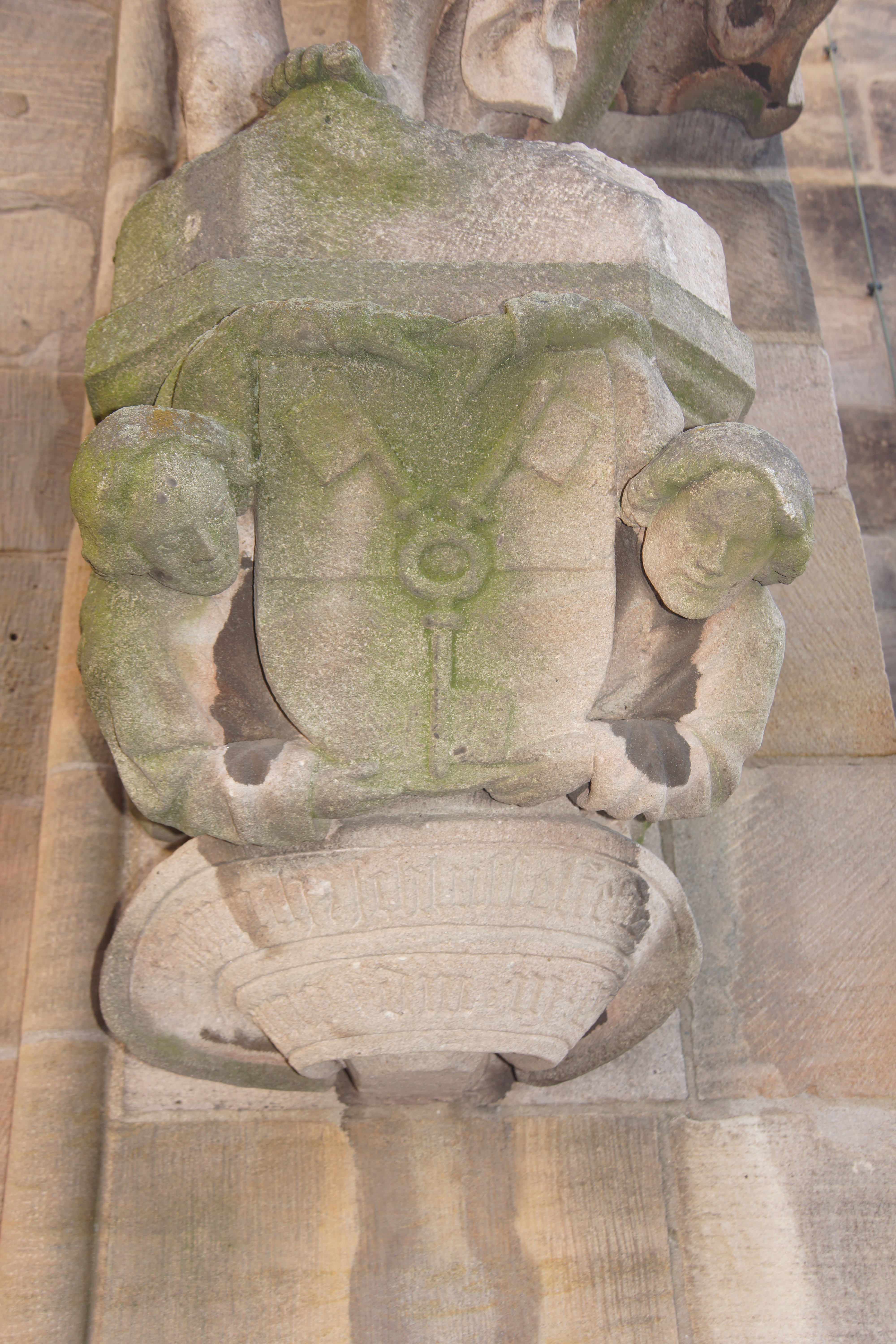
Stifterwappen am Christophorus
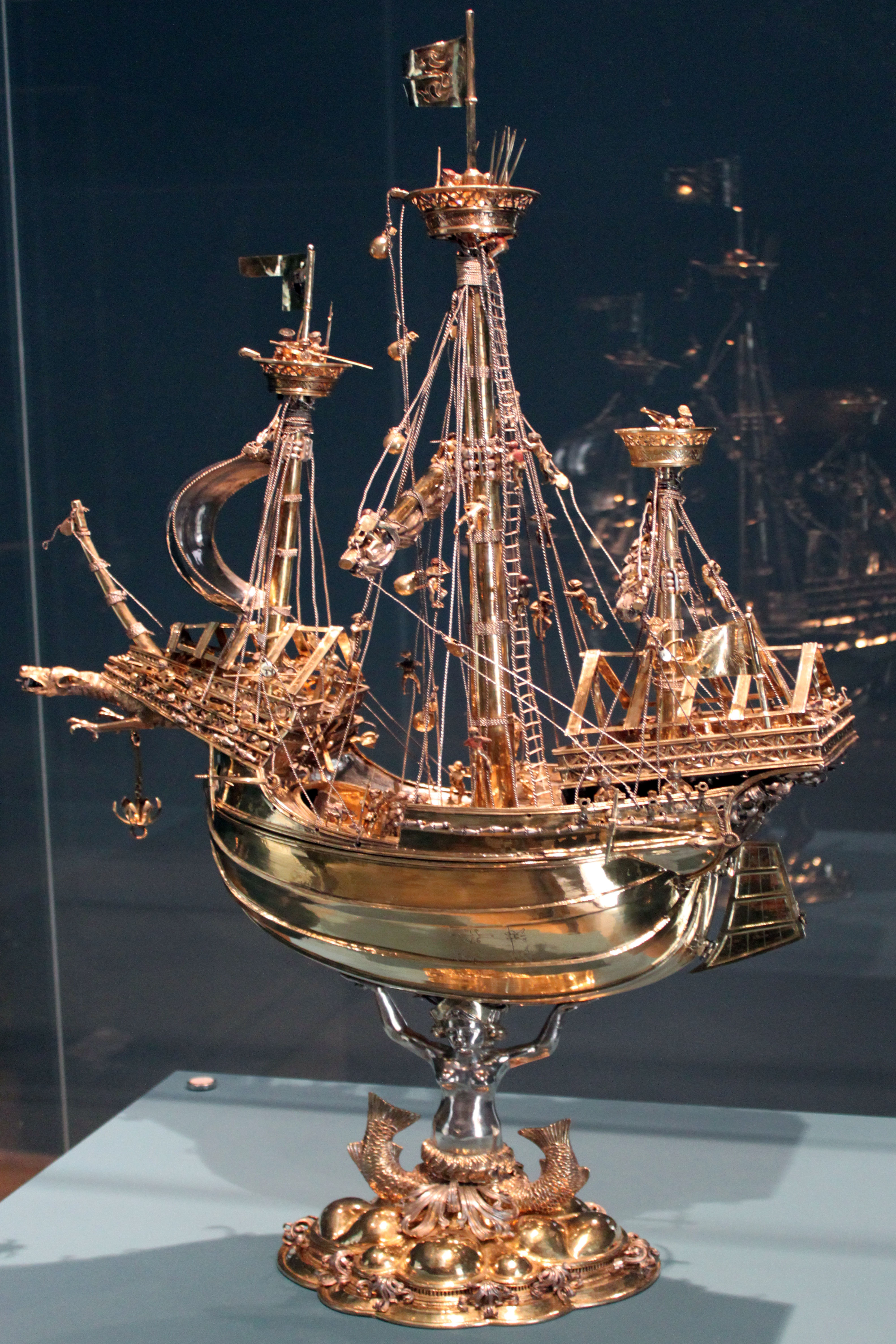
Schlüsselfelder Schiff (Tafelaufsatz von 1503, Germanisches Nationalmuseum)
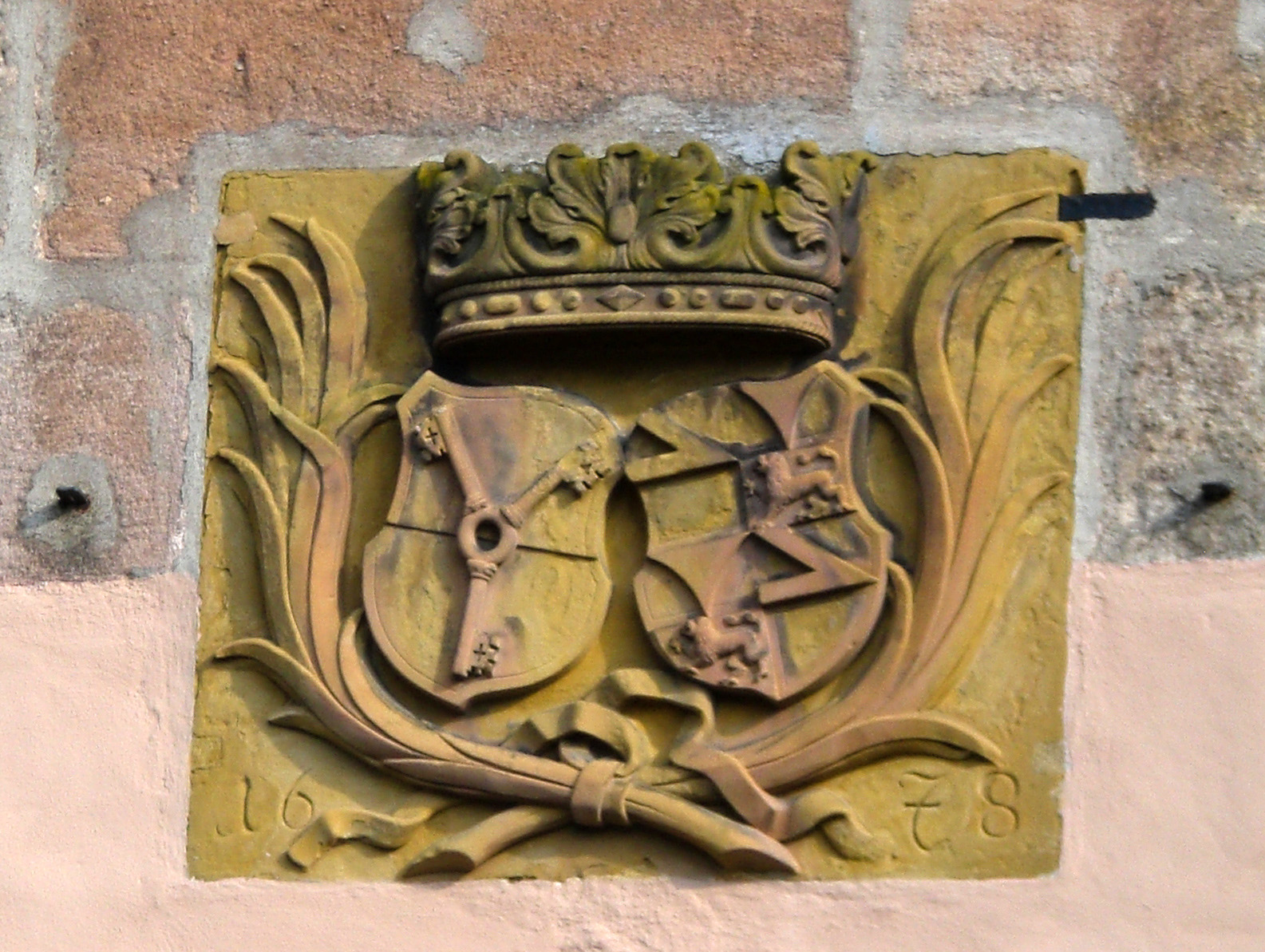
Wappen an der Tür des Schlüsselfeldersches Schloss in Gugelhammer

Das Schlüsselfelder-Fenster der Lorenzkirche zeigt zwei Reihen von Allianzwappen, die den Familienkreis der Stifter bilden:
- Obere Reihe (v. l. n. r.): Grundherr/Ebner, Schlüsselfelder/Tucher, Schlüsselfelder/Stockamer, Grundherr/Tucher
- Untere Reihe (v. l. n. r.): Schlüsselfelder/Landauer, Schlüsselfelder/Imhoff, Schlüsselfelder/Stockamer, Schlüsselfelder/Tucher